# Ambròs i Simplici de Sant Joan de les Abadesses
Ambròs i Simplici són dos màrtirs venerats al Monestir de Sant Joan de les Abadesses, dels quals no se'n sap res. Són venerats com a sants per l'Església Catòlica, amb culte local.
Els sants màrtirs eren considerats patrons del monestir i se'n celebrava la festa el 2 de maig. Les seves restes es conservaven en dues arquetes on constava el nom de cadascú i el títol de màrtir, però sense cap indicació de dates ni dades biogràfiques. Ja eren al monestir al segle ix, poc després de la fundació, per la qual cosa haurien d'haver viscut bastant abans.
La tradició local, sense fonament històric i transmesa als goigs, els fa nascuts a Sant Joan de les Abadesses i morts pels sarraïns durant la invasió musulmana, al segle viii o ix.